# Gaspard Mermillod
Pour les articles homonymes, voir Mermillod.
Gaspard Mermillod, né le 22 septembre 1824 à Carouge et mort le 23 février 1892 à Rome, est un évêque et cardinal de l'Église catholique.

## Famille
Gaspard Mermillod est né en 1824 à Carouge dans le canton de Genève, en Suisse. Il est l'aîné des six enfants de Jacques Mermillod et Pernette Mégard, tous deux nés dans des familles d'agriculteurs du village de Bardonnex, à quelques kilomètres de la ville naissante de Carouge. La famille tient une boulangerie et une auberge. L’une des sœurs du père de Gaspard Mermillod était bénédictine. Un de ses frères est aussi devenu un religieux : Claude Mermillod dit père Alfred, né en 1830.

## Biographie
Gaspard Mermillod suit le petit séminaire de Chambéry, puis étudie à Fribourg où il est ordonné prêtre en 1847. Il est alors nommé curé de la seule paroisse catholique de Genève, l’église Saint-Germain). Ces événements se déroulent durant la guerre du Sonderbund. 

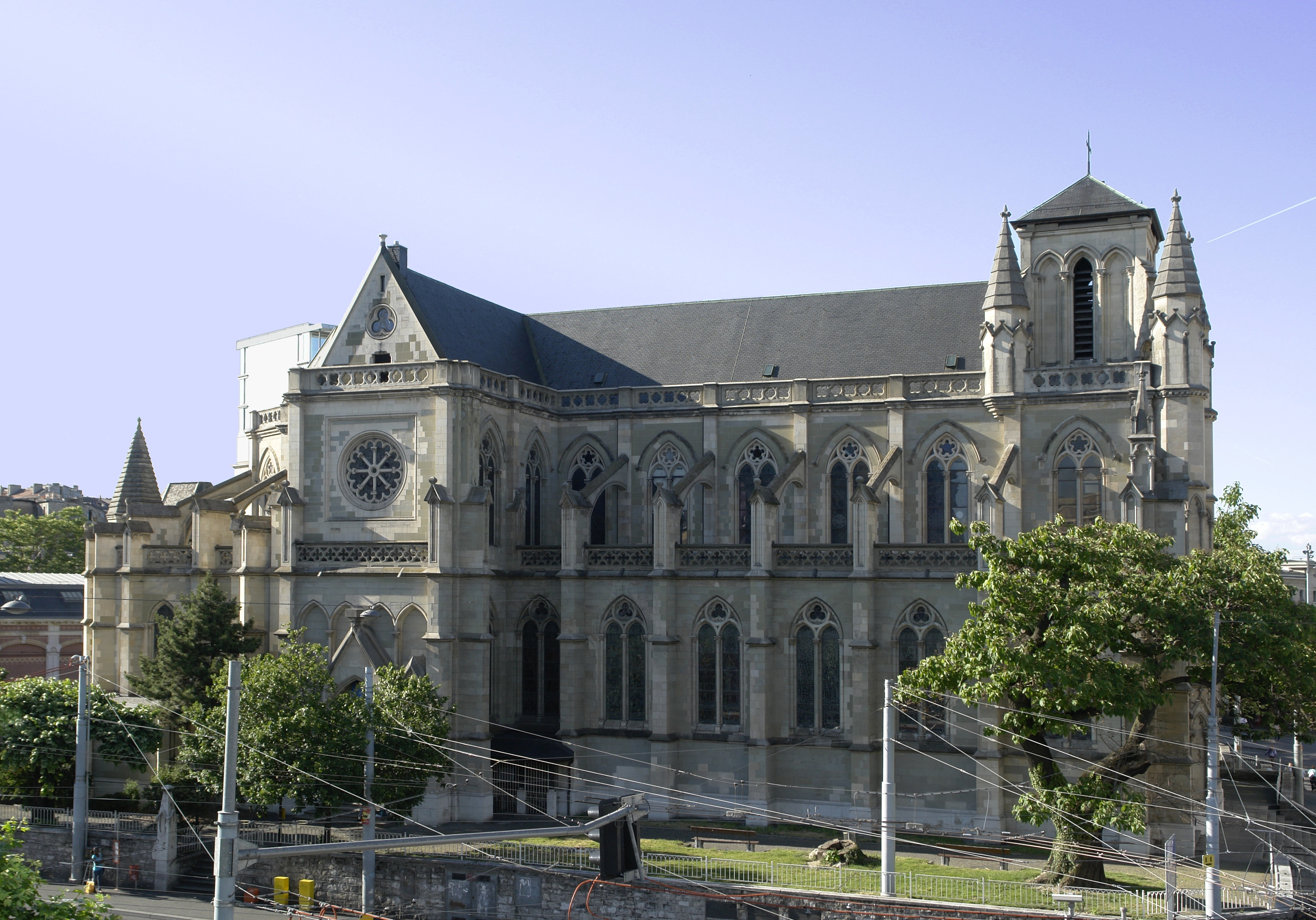
Basilique Notre-Dame, 2009.

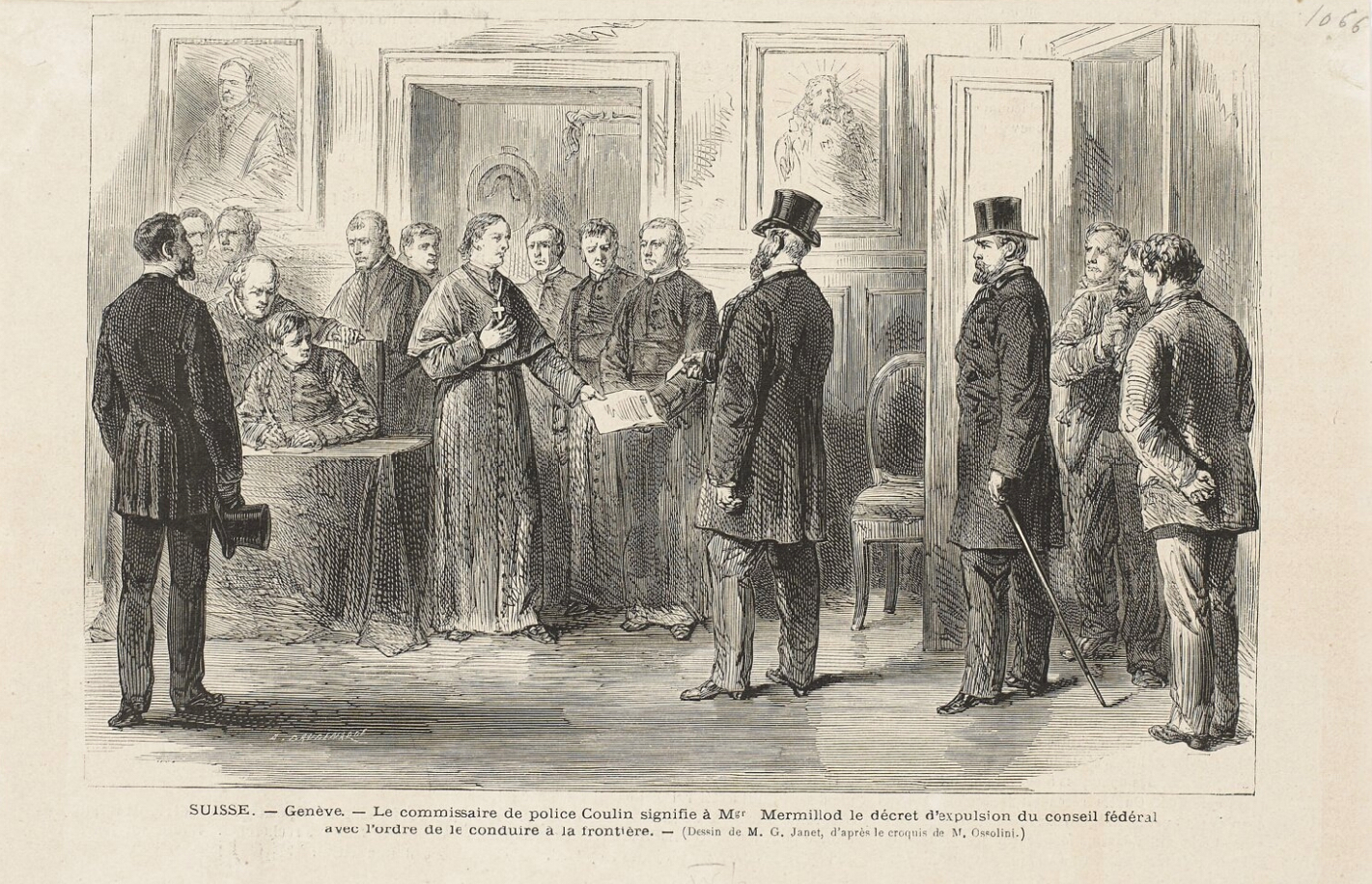
Expulsion, 1873.

Il fait des recherches de fonds en Europe, auprès des catholiques, pour l’édification de l’église Notre-Dame à la place Cornavin. Les terrains sont mis à disposition par la ville à l’emplacement d’anciennes fortifications (la « ceinture Fazyste » des années 1850s). L’église est construite en 1852-1857, Gaspard Mermillod prononce le sermon lors de la dédicace le 4 octobre 1857. Cette église est confisquée par les autorités en 1875, revendue à l’Église catholique en 1912, élevée au rang de basilique mineure en 1954.
Gaspard Mermillod est au centre d'une polémique entre le Saint-Siège et les autorités fédérales suisses concernant la restauration d'un évêché catholique dans la cité de Calvin. En 1873, Étienne Marilley qui est titulaire de l’ « évêché de Lausanne et Genève », démissionne concernant Genève, tout en conservant sa charge pour Lausanne (et en résidant à Fribourg). Pie IX érige un vicariat apostolique à Genève, le 16 janvier 1873 il en confie la charge à Gaspard Mermillod, qui avait jusqu’alors le titre de vicaire général. 
Ce titre de « vicaire apostolique » fait craindre l’installation d’un évêque à Genève, le Journal de Genève y voit une « tentative de rébellion ». D’autre part, selon le Conseil fédéral, une telle nomination aurait dû être soumises à la Confédération selon la Constitution fédérale suisse. Le Conseil fédéral décide le bannissement de Gaspard Mermillod, la police le conduit à Ferney (Ain) le 17 février 1873. Mermillod s’installe en France voisine, d'abord à Ferney puis en 1880 à Monthoux (Haute-Savoie). Les relations s'apaisent avec l'élection de Léon XIII qui renonce au vicariat apostolique de Genève, et Gaspard Mermillod peut rentrer en Suisse en 1883 au terme de dix années d'exil.
Lors de la défaite, en 1870, de la France contre la Prusse, il déclare que la cause principale est le problème démographique français. Les pratiques de contraception amenant à une démographie faible se montraient un vrai danger. Gaspard Mermillod a dit lors d'un sermon : « Vous avez creusé des tombes avant de remplir les berceaux, et les soldats ont manqué ».
Gaspard Mermillod est surtout un acteur majeur dans l'histoire de la doctrine sociale de l'Église. Encouragé par son ami René de La Tour du Pin, il fonde l'Union sociale d'études catholique et économiques, appelée aussi Union de Fribourg, où se retrouvent quelques-uns des plus grands noms du catholicisme social de l'époque (le Suisse Gaspard Decurtins, les Français René de La Tour du Pin, Albert de Mun, Louis Milcent et Henri Lorin, les Autrichiens Karl von Vogelsang et Gustav von Blome (de), l'Allemand Franz Kuefstein) et dont les travaux sur la « question sociale » constitueront la base de l'encyclique de Léon XIII Rerum novarum.
Il est élu le 19 juin 1866 à l'Académie des sciences, belles-lettres et arts de Savoie, avec pour titre académique Effectif (titulaire).
Il est évêque du diocèse de Lausanne et Genève en 1883 jusqu’en 1891. Il est président de la Conférence des évêques suisses de 1887 à 1890.
En 1889, Gaspard Mermillod apporte son appui à la fondation d'une faculté de théologie catholique à Fribourg. Il échoue cependant à en faire une université catholique « libre » placée sous l’égide épiscopale, selon le modèle des instituts catholiques français. L'Université de Fribourg est en effet contrôlée par l'État, selon le projet du Fribourgeois Georges Python, alors directeur de l’instruction publique du canton. C'est un membre de l'Union de Fribourg, Gaspard Decurtins, qui est chargé du recrutement des premiers professeurs.
Gaspard Mermillod est créé cardinal par Léon XIII en 1890 au titre de Santi Nereo e Achilleo, devenant ainsi le second cardinal suisse, trois siècles après Mathieu Schiner.
Le cardinal Mermillod décède quelques mois plus tard, à 67 ans. D'abord enterré au cimetière de Campo Verano, son corps est transféré en 1926 dans l'église paroissiale de Carouge.

## Hommages
À l’occasion de l’accession de Gaspard au cardinalat, une brasserie de Fribourg donne à ses bières le nom de « Cardinal ». Cette brasserie a existé de 1788 à 2012. La marque Cardinal est passée à Feldschlösschen Boissons SA, une filiale du groupe Carlsberg. Il y a un « Passage du Cardinal » ainsi qu’une rue Cardinal-Mermillod à Fribourg, et à Carouge existe une avenue Cardinal-Mermillod.

Fribourg
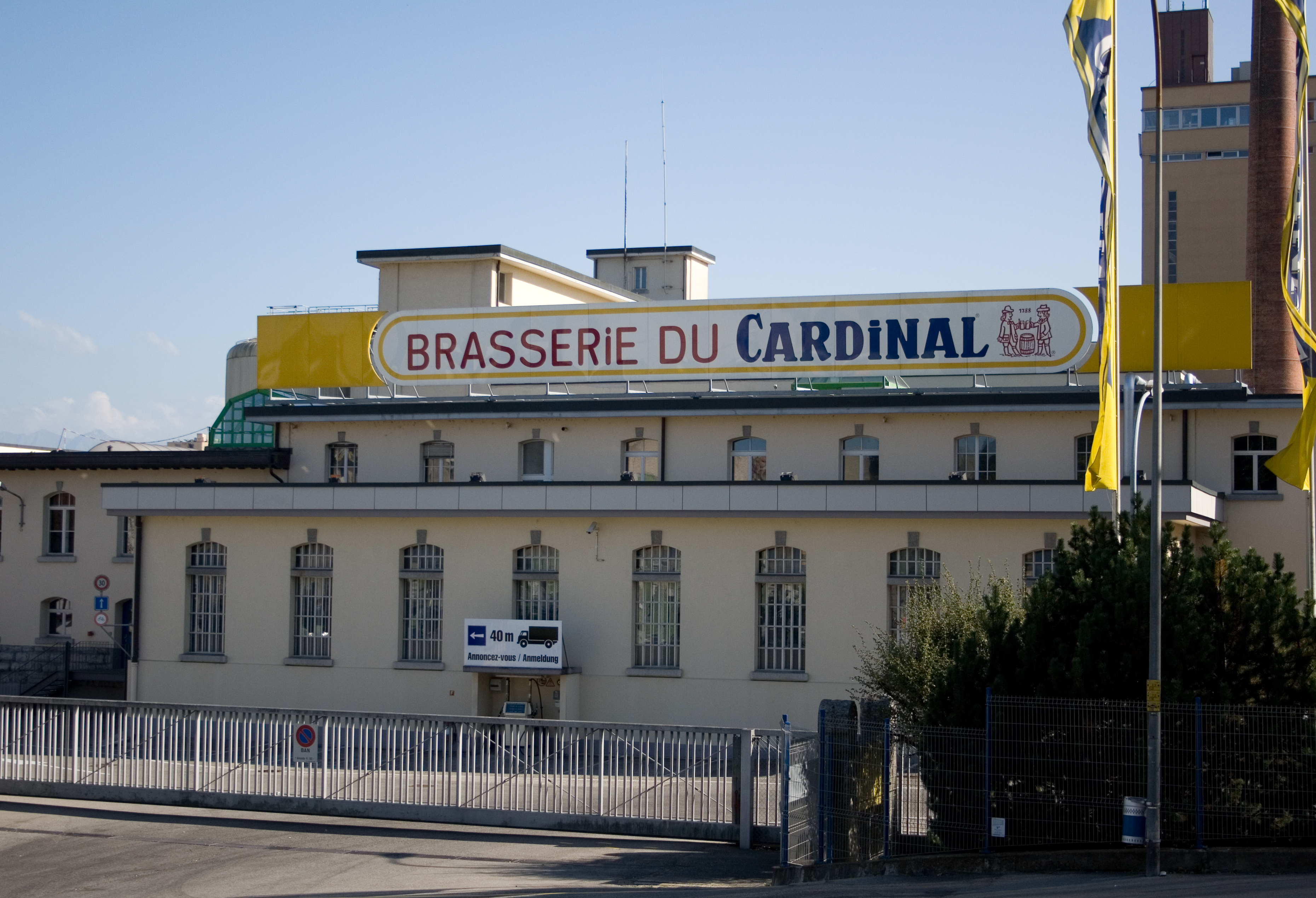
Brasserie du Cardinal.
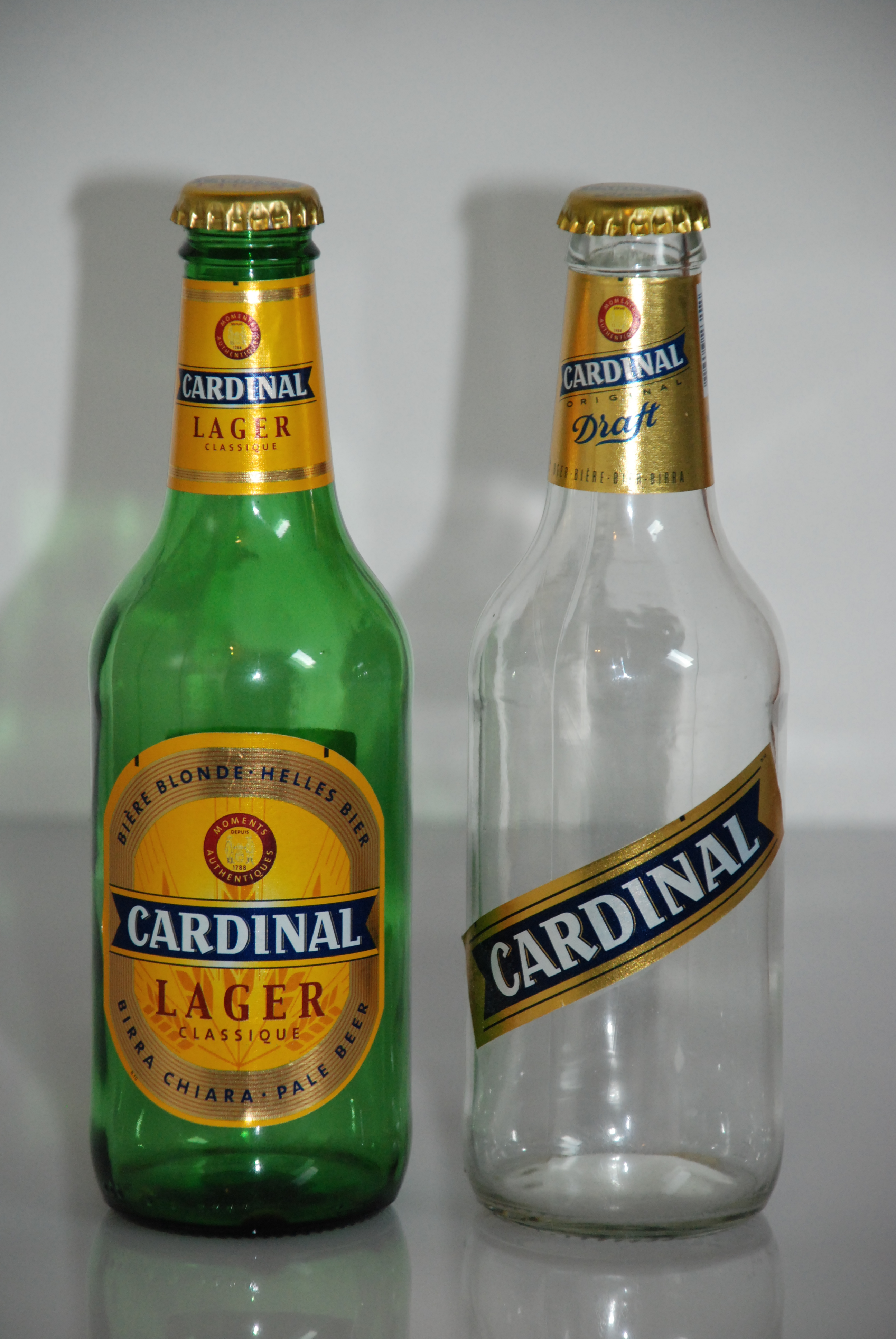
Bière « Cardinal ».
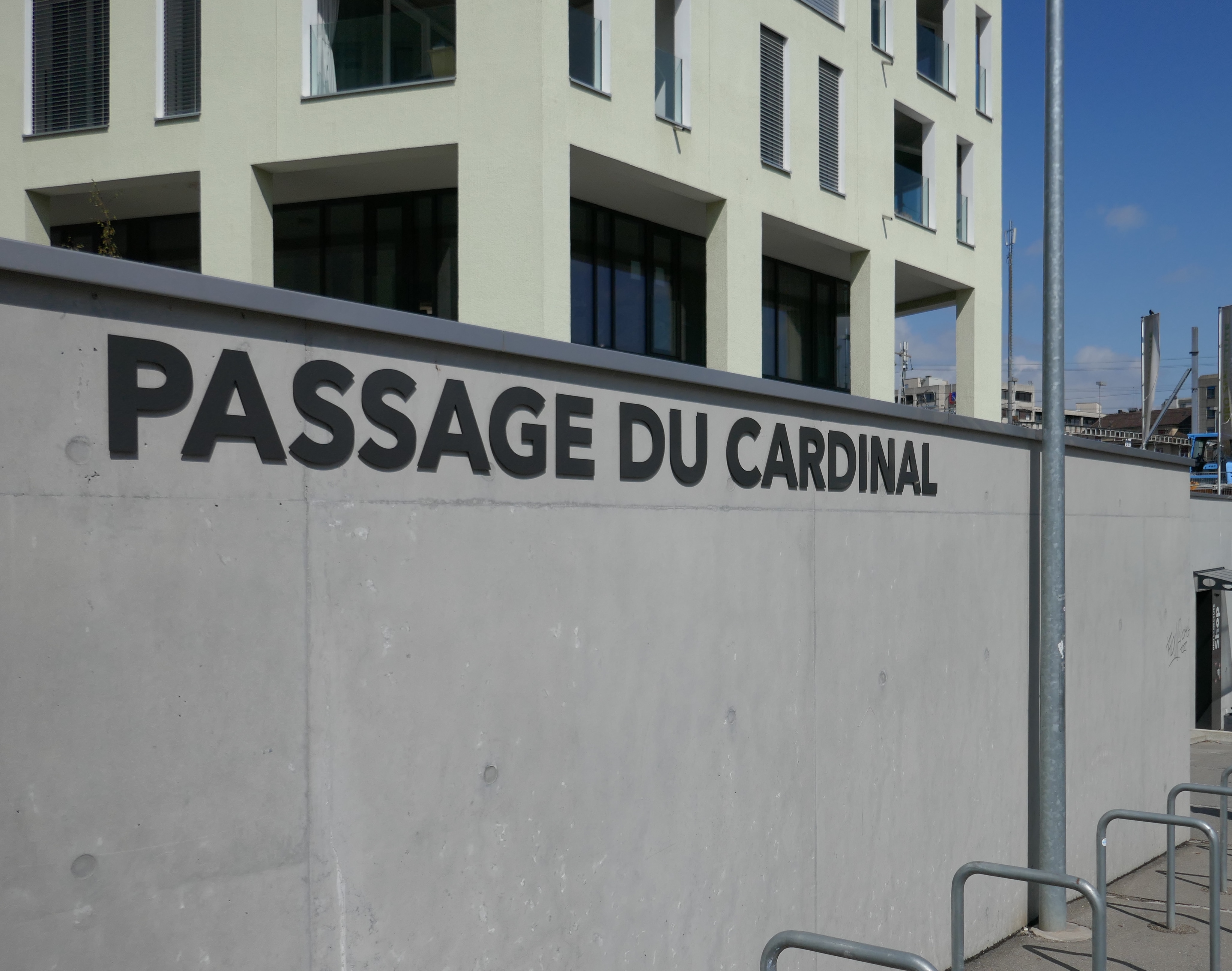
Passage du Cardinal.

Trois plaques disposées dans la basilique Notre-Dame de Genève rappellent son souvenir. Une plaque en marbre porte un texte en latin, un bas-relief avec son portrait de profil, son blason avec la devise veritas et misericordia. À l’occasion du 60e de l’encyclique Rerum novarum en 1951, une plaque rend hommage à l’action sociale de Gaspard Mermillod. Positionnée symétriquement à la précédente, une plaque rappelle son bannissement en 1873, « il pria, agenouillé sur ce seuil, le baisa à trois reprises, puis se laissa emmener ».  

Plaques dans la basilique Notre Dame à Genève
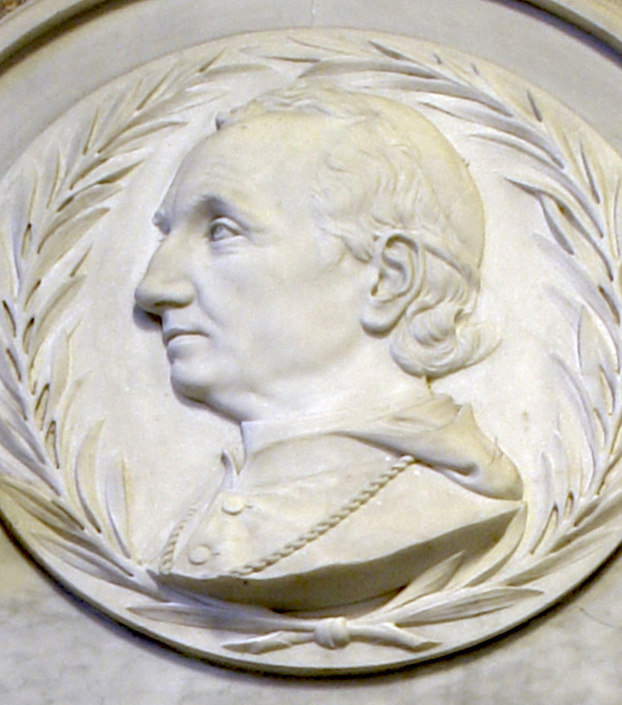
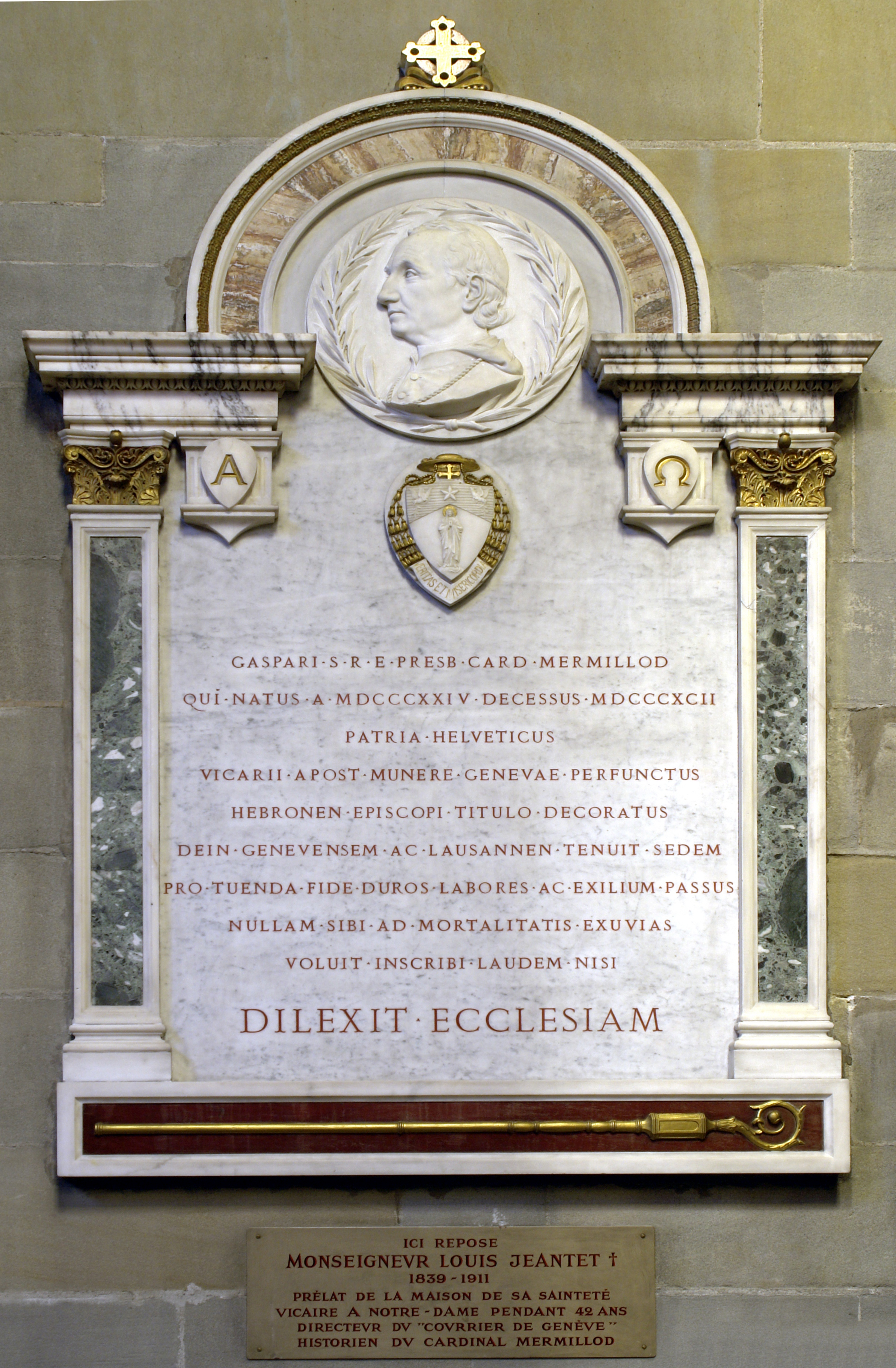
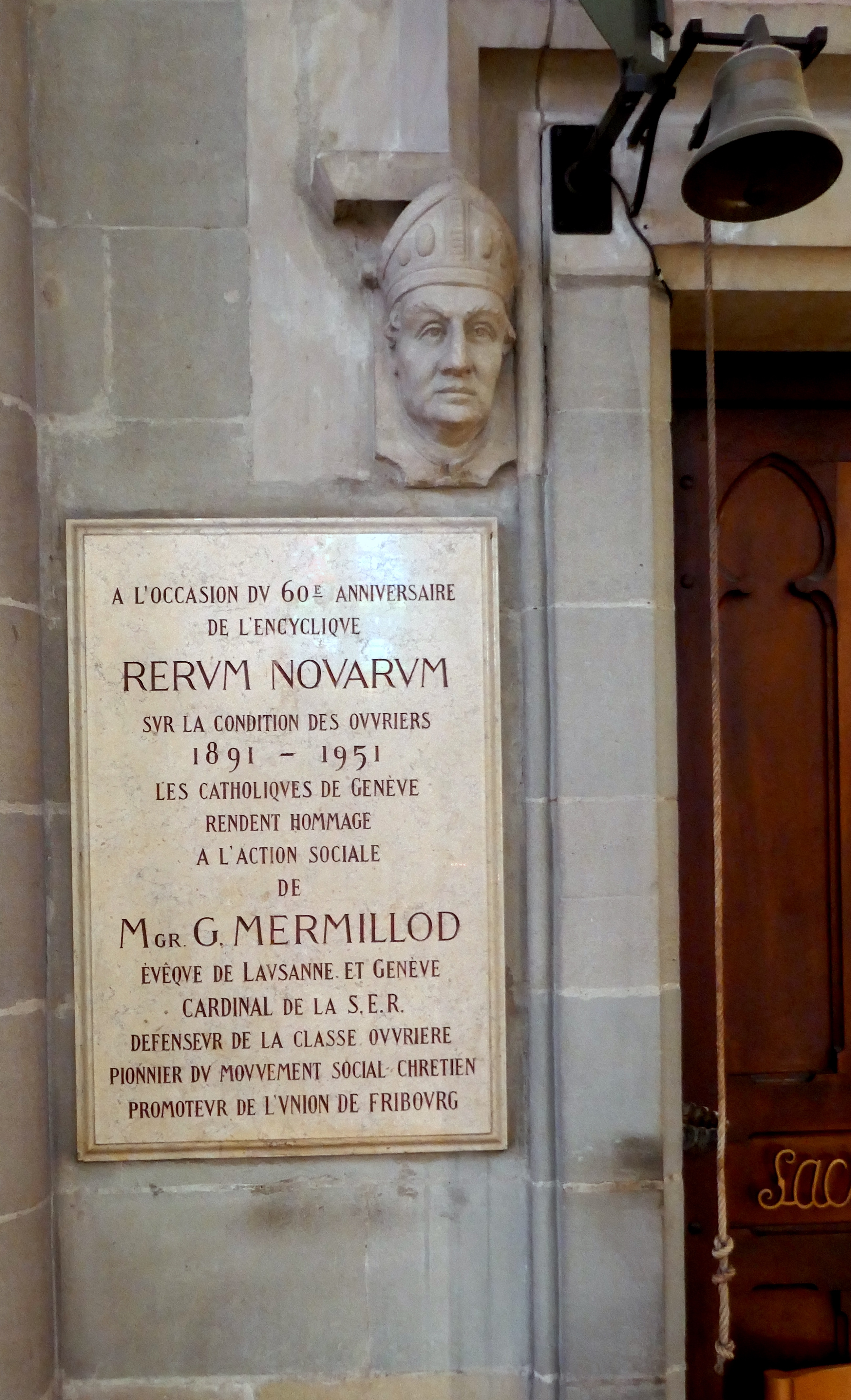
Hommage à son action sociale, 1951.
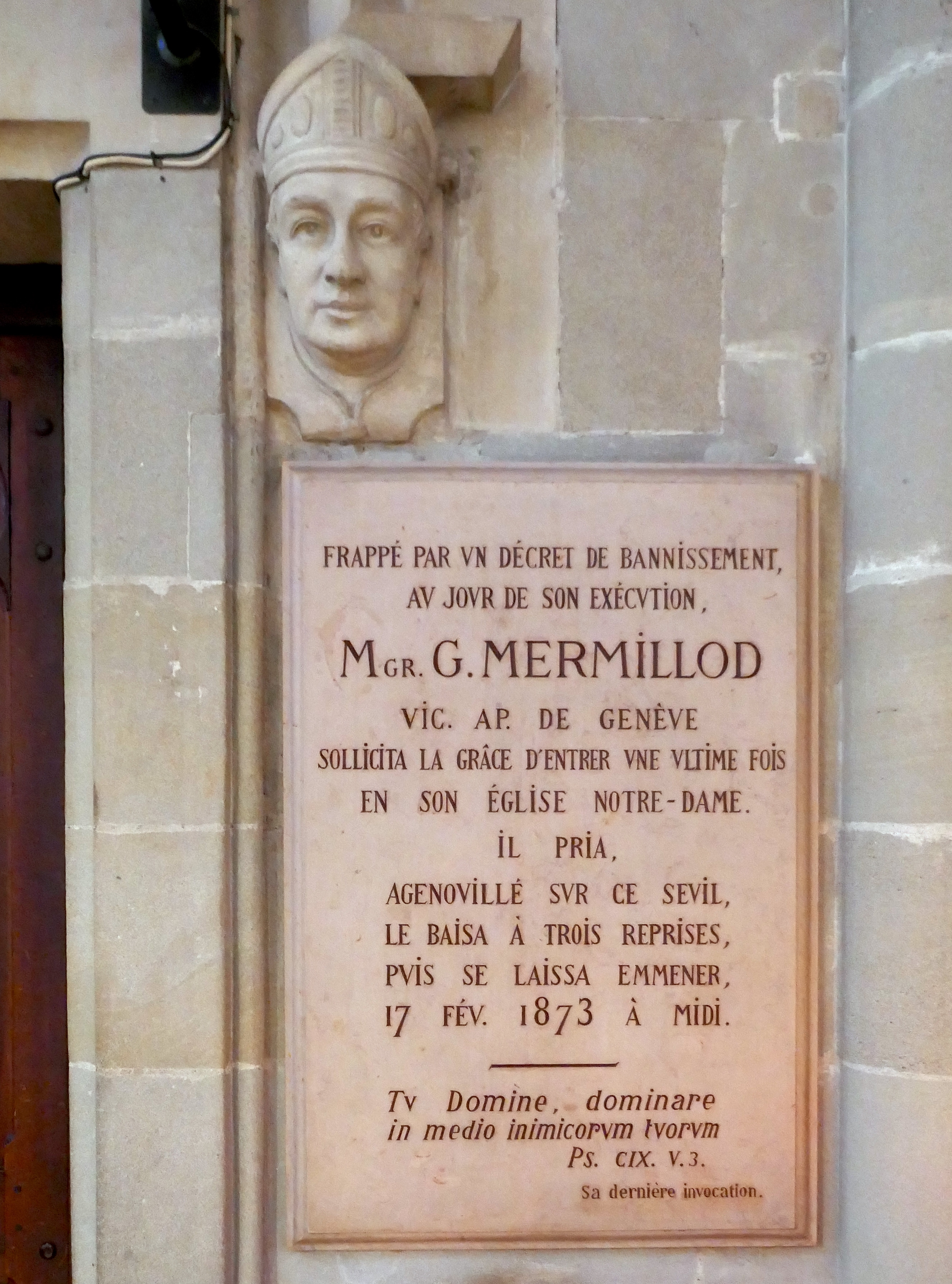
Souvenir du bannissement.

À l’occasion du 200e anniversaire de sa naissance, une exposition est présente dans la basilique Notre-Dame. Une première vitrine reproduit des images et photographies de la vie du cardinal, brièvement commentées. Des objets sont rassemblés dans une seconde vitrine : sceaux, cheveux, médailles, pantoufles, calotte, bénitier, etc.

Année Mermillod, basilique Notre Dame, 2024
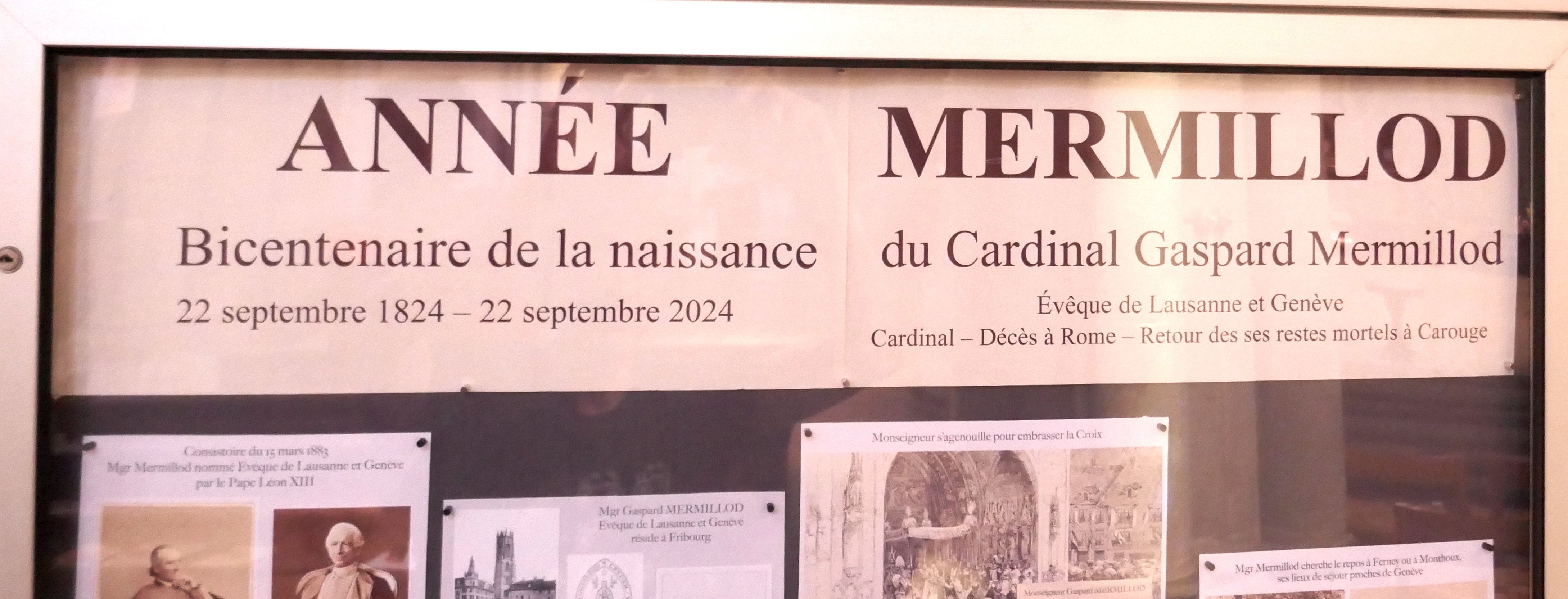
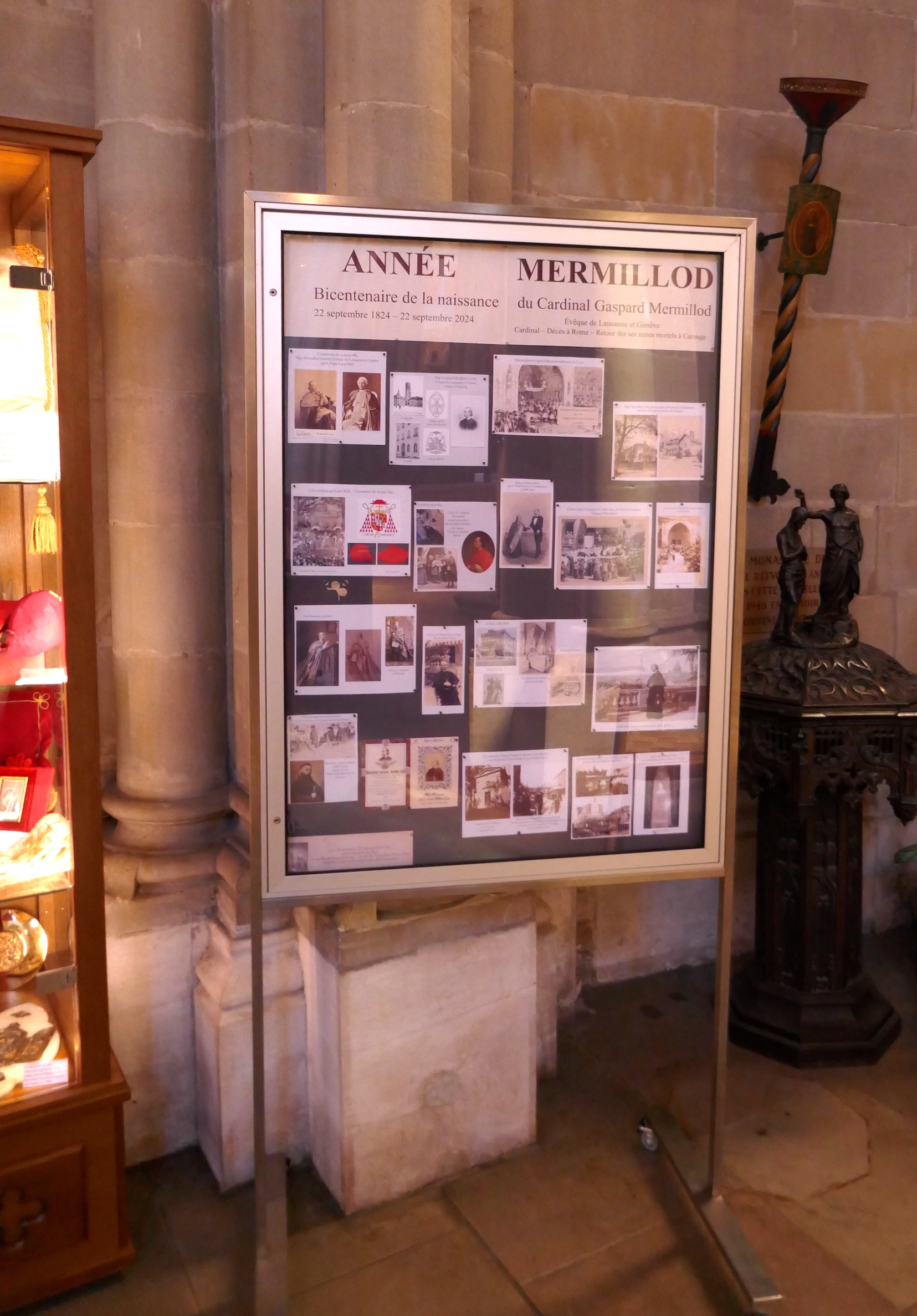
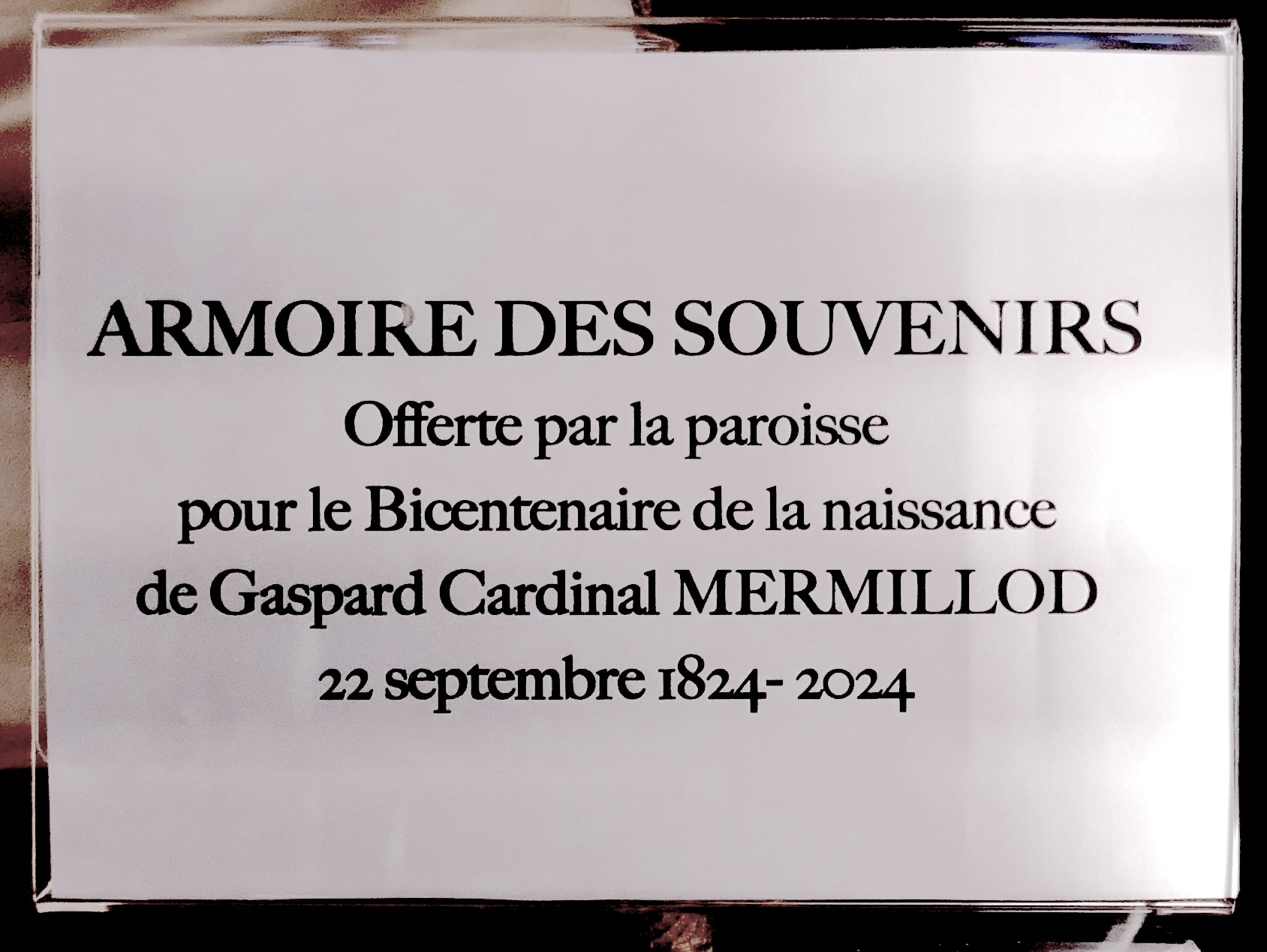
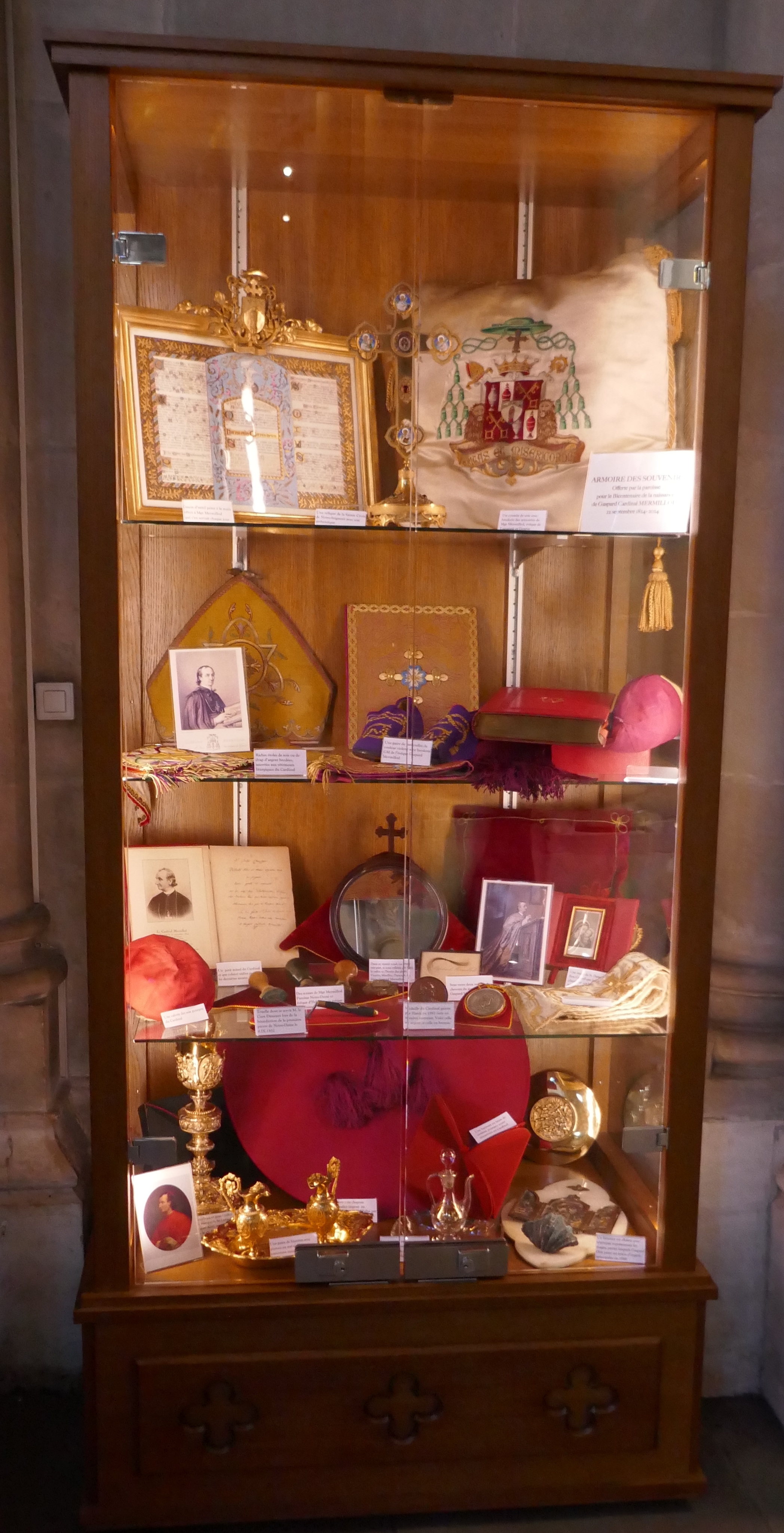
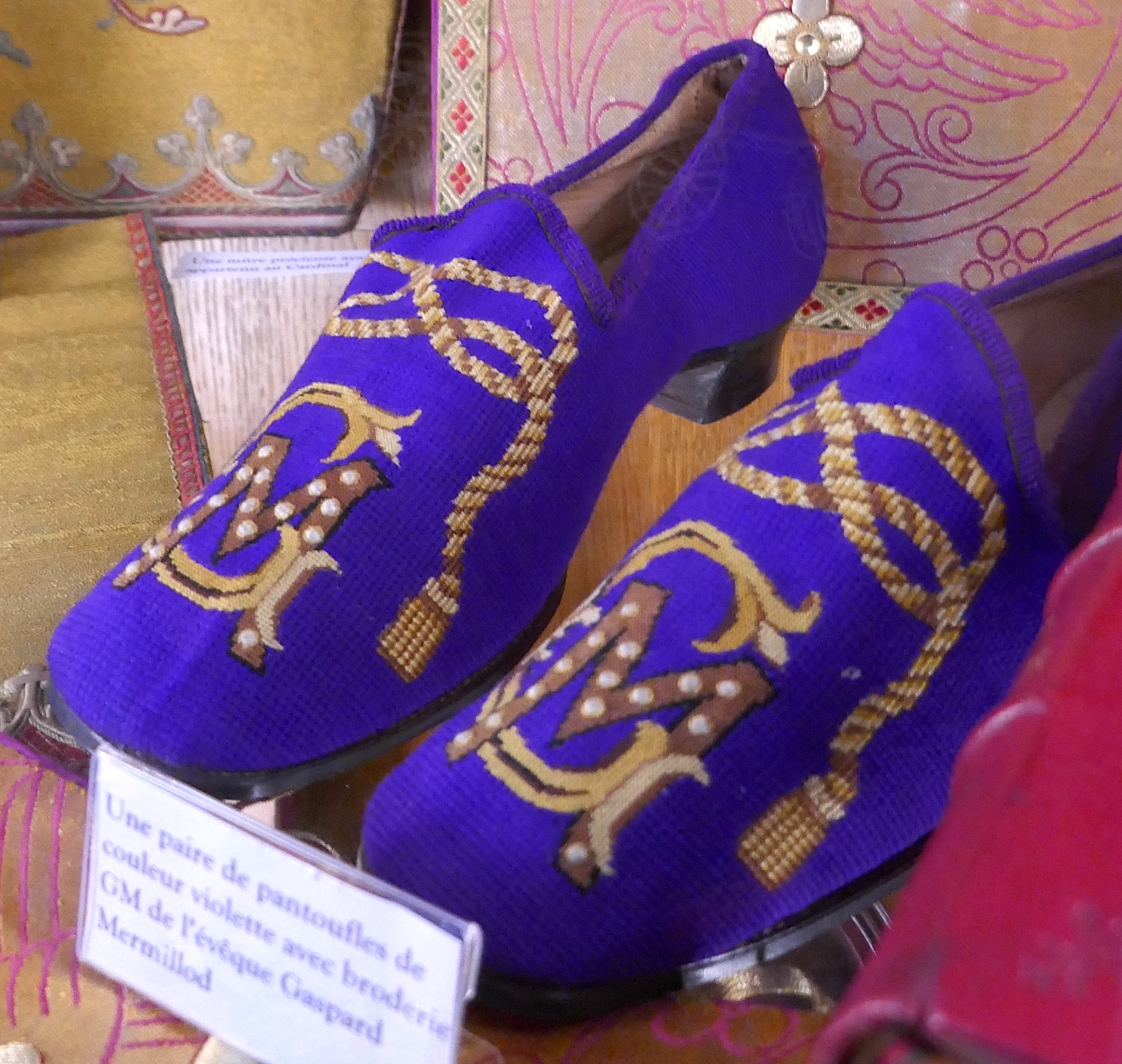
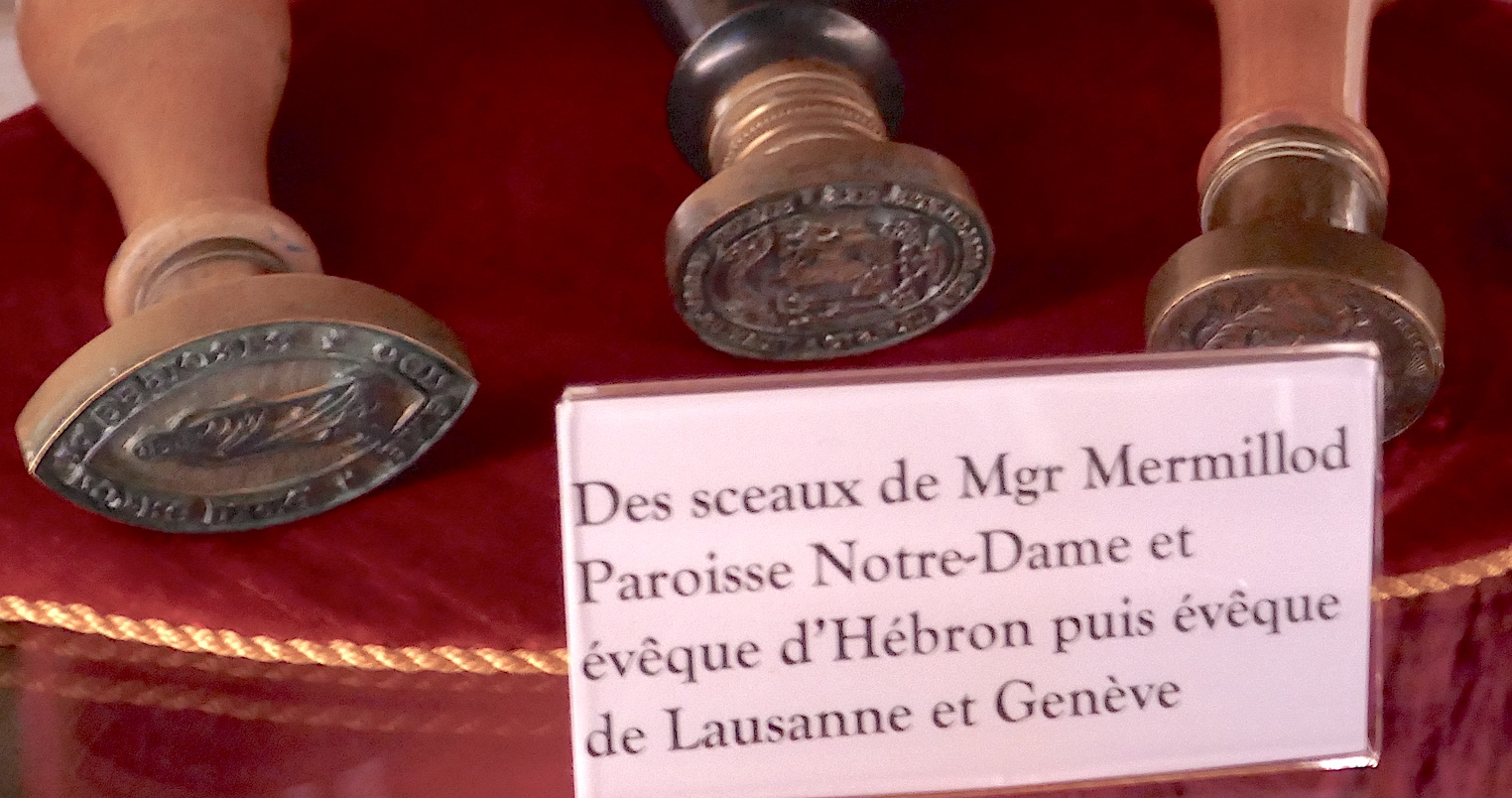

## Succession apostolique
Gaspard Mermillod a ordonné les évêques suivants :
- Évêque Pierre-Paul Stumpf (1881)
- Évêque Vincenzo Molo (it) (1887)
- Évêque Leonhard Haas (de) (1888)
- Évêque Joseph Paccolat (de), C.R.A. (1889)
- Évêque Joseph Déruaz (1891)